# Christine Delorme
 (mars 2022).
 (mars 2022).
La mise en forme du texte ne suit pas les recommandations de Wikipédia : il faut le « wikifier ».
Les points d'amélioration suivants sont les cas les plus fréquents. Le détail des points à revoir est peut-être précisé sur la page de discussion.
- Les titres sont pré-formatés par le logiciel. Ils ne sont ni en capitales, ni en gras.
- Le texte ne doit pas être écrit en capitales (les noms de famille non plus), ni en gras, ni en italique, ni en « petit »…
- Le gras n'est utilisé que pour surligner le titre de l'article dans l'introduction, une seule fois.
- L'italique est rarement utilisé : mots en langue étrangère, titres d'œuvres, noms de bateaux, etc.
- Les citations ne sont pas en italique mais en corps de texte normal. Elles sont entourées par des guillemets français : « et ».
- Les listes à puces sont à éviter, des paragraphes rédigés étant largement préférés. Les tableaux sont à réserver à la présentation de données structurées (résultats, etc.).
- Les appels de note de bas de page (petits chiffres en exposant, introduits par l'outil «  Source ») sont à placer entre la fin de phrase et le point final[comme ça].
- Les liens internes (vers d'autres articles de Wikipédia) sont à choisir avec parcimonie. Créez des liens vers des articles approfondissant le sujet. Les termes génériques sans rapport avec le sujet sont à éviter, ainsi que les répétitions de liens vers un même terme.
- Les liens externes sont à placer uniquement dans une section « Liens externes », à la fin de l'article. Ces liens sont à choisir avec parcimonie suivant les règles définies. Si un lien sert de source à l'article, son insertion dans le texte est à faire par les notes de bas de page.
- La présentation des références doit suivre les conventions bibliographiques. Il est recommandé d'utiliser les modèles {{Ouvrage}}, {{Chapitre}}, {{Article}}, {{Lien web}} et/ou {{Bibliographie}}. Le mode d'édition visuel peut mettre en forme automatiquement les références.
- Insérer une infobox (cadre d'informations à droite) n'est pas obligatoire pour parachever la mise en page.

Pour une aide détaillée, merci de consulter Aide:Wikification.
Si vous pensez que ces points ont été résolus, vous pouvez retirer ce bandeau et améliorer la mise en forme d'un autre article.
Christine Delorme, née le 18 juillet 1954 à Lyon et morte le 26 février 2020 à Paris, est une productrice de documentaires radiophoniques, réalisatrice, journaliste et traductrice française.
Son travail est marqué par les thématiques de l’architecture, du cinéma notamment africain, la colonisation, les marginalités, la réflexion sur l’acte de création et en particulier le travail des créatrices. 

## Biographie
Fille d’Yvonne Brac de la Perrière et d’Henri Delorme décédé précocement, elle est élevée par sa mère avec ses six frères et sœurs.
Christine Delorme soutient son doctorat en sociologie (DEA) à l’École des hautes études en Sciences sociales (EHESS) en 1995 sur le thème «Fernand Pouillon le paradoxe de l’architecte discrédit et légitimité ».
Christine Delorme a vécu aux Pays-Bas de 1978 à 1982 avec son mari néerlandais pendant les cinq ans de son mariage. Elle y a appris le flamand et travaillé pour la radio publique néerlandaise.
Au cours des années 1980 elle se consacre au cinéma, principalement africain, de manière concrète en tant qu’assistante de production tout en déployant un travail critique et de journalisme au travers de multiples articles et documentaires. Elle publie notamment des articles à l'occasion du  huitième FESPACO en 1983.
Christine Delorme a entretenu une relation importante avec le cinéaste Ousmane Sembene. Elle a également été sa collaboratrice sur le film Camp de Thiaroye et a travaillé à la production du projet de film sur l’Almany Samory Touré.
À partir des années 1990 et jusqu’à son décès, ses travaux se tournent vers la production documentaire radiophonique dans la lignée du cinéma direct.
Elle fut membre de l'Association du cinéma indépendant pour sa diffusion (ACID),
Elle continue à allier la création aux travaux d’analyse et de réflexion sur l’élaboration d’œuvres culturelles et en particulier les conditions matérielles et sociales de leur réalisation. En 2011 elle s’engage dans une thèse sur le producteur Humbert Balsan avec le soutien de l'Adlerbertska, fondation suédoise. 

## Activités

### Émissions radiophoniques
- Journaliste-reporter pour Radio Nederland Wereldomroep, à Hilversum, Pays-Bas 1978- 1982
- Productrice déléguée :
- La terre... Ferme 1994 - Réalisation Viviane Vanden Broek  Atelier de Création Radiophonique[4].
- Marseille : la cité mise à nu, Nuits magnétiques France culture1996[5],[6]
- De Téhéran à Ispahan, au hasard du bazard, L’usage du Monde France Culture 1997
- Les colosses au pied d’Argile, Atelier de création radiophonique 1998 France Culture
- Bilbao la miraculée, Surpris par la Nuit France Culture 2001
- Les corps marqués
- Bilbao fait peau neuve, Radio suisse Romande diffusé le 13/01/2002
- SAMU, Les pieds sur Terre France culture 2004
- L'albinos celui qui voit la nuit, Surpris par la nuit France culture 2005
- André S. Labarthe comme par hasard, deux émissions, Surpris par la nuit 2005[7].
- Eileen Gray : E1027, Maison en Bord de mer, Ateliers de création radiophonique France Culture 2007
- La langue des signes diffusé le 2/01/2007 Radio suisse Romande, Espace 2
- Les nouveaux convertis
- Vivre en milieu hostile, dans l’espace la tête en bas, atelier de création radiophonique France culture 2012[8].
- Vivre en milieu hostile, dans un gouffre à l’horizontale, atelier de création radiophonique France culture 2012
- Une mort programmée : Saint vincent de Paul
- L'inter mitan, le prisonnier et le surveillant, Atelier de la création France culture 2013[9].
- L'aventure extraordinaire d'un cinéma : le Nox, le Berry, le Berry-Zèbre, Surpris par la nuit 2018
- Humbert Balsan le secret[10], deux émissions, Surpris par la nuit 2019[11],[12].
- Du cinéma à la cinémathèque, RTS 2014: Serge Toubiana, Carole Rassopoulos[13],Rithy Panh [14]Freddy Buache [15].

### Cinéma

#### Montage
- Issa le Tisserand de Idrissa Ouedraougo 1984
- Mélodie dans les Brumes de J. A. Laou 1984

#### Assistante de production
- Série « Par ici » télévision éducative suédoise 1985
- « Samory Touré », projet de trilogie de Ousmane Sembene 1985-1987
- « Camp de Thiaroye » de Ousmane Sembene 1987

#### Réalisation de films documentaires
- Ferid Boughedir, série Ici l’AfriqueTV5-Québec,
- « Mère et fils », 1988
- Idrissa Ouedraogo Ensemble aujourd’hui, FR3
- « Ousmane Sembene, tout à la fois », 52’, tourné en 1992. Ouverture 20 th African Film Festival New-York, 2010, diffusé sur TV 5 Monde[16],[17],[18],[19]
- « Vicente Pimentel : mémoire Souterraine », 1990, Paris films collections, Forum des Images. Prix FIFART, Lausanne,

### Télévision
- Scénariste série tribunal « infirmière privée » TF1 1990

### Publications
- « Regards sur le cinéma colonial », Sans Frontière juin 1983
- « Au rendez vous de la Rue Cases-Nègres » Interview de Euzhan Palcy, Afrique- Asie N° 309 novembre 1983
- Mory Akendengue, interview par Christine Delorme et Jean de Romanet, Afrique- Asie N°313 janvier 1984
- « Amok le fou furieux » Interview de Souhel Ben Barka, Afrique-Asie N°316 septembre 1984
- « La lumière du Nord : entretien avec Sven Nykvist », Cahiers du Cinéma, N°63, Paris, juin 1986, pp.111-112.
- « Histoires de tournage du film « Sarraounia » de Med Hondo », Présence Africaine, 1987 [20]
- « Hailé Gerima, cinéaste du milieu du monde », Olivier Weber (sous la dir. de), Revue Autrement n°21, Corne de l’Afrique, Paris, 1987, pp. 176-178.
- « De Gaulle Story », Michel Boujut (sous la dir de), Revue Autrement, n°79, Europe Hollywood et retour, Paris, 1989, pp. 103-106.
- « De l’idée du réél à la réalité », interview de Krysztof Kieslowski, Documentaires 1989
- « Interview de André.S. Labarthe", Documentaires 1991
- « Fernand Pouillon, un urbanisme intime », revue Urbanisme n°320 sept-oct 2001[21],[22]
- TEZA de Haile Gérima, Clap Noir, 2010 [23]
- Première coproduction franco-égyptienne : Adieu Bonaparte (1984). Un producteur atypique et un cinéaste prolifique in L’internationalisation des productions cinématographiques et audiovisuelles, sous la direction de Claude Forest  [24]
- Camp de Thiaroye d’Ousmane Sembene : une coproduction Sud-Sud  in Produire des films, Presses universitaires du Septentrion, 2018[25],[26]

### Traduction du néerlandais
- Mon pays retrouvé de Rien Poortvliet[27],

### Chargée de cours, séminaires
- New York University in France : La ville africaine au cinéma, des personnages en transit 1999
- Université Columbia (Red Hall): Paris et ses espaces publics vus par le cinéma 2001
- Chantal Ackerman   "A la recherche du rythme idéal", Journée d’étude retours sur l’œuvre de C Ackerman, organisée par La Semaine des arts, l’ESTCA 2016[28].

### Travaux inachevés
- Thèse "Humbert Balsan les défis d'un producteur indépendant" Laboratoire EDESTA - Paris 8[29] sous la direction de Serge Lepéron, 2011
- Livre Humbert Balsan le chevalier pirate[30]